# Émile Schuffenecker

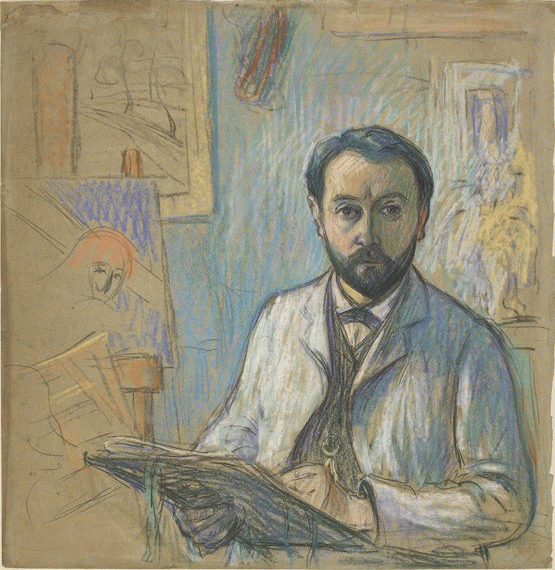
Zelfportret,1889, Musée d'Orsay, Parijs

Claude-Émile Schuffenecker (Fresne-Saint-Mamès, 8 december 1851 – Parijs, 31 juli 1934) was een Frans kunstschilder. Hij wordt gerekend tot het neo-impressionisme.

## Leven en werk
Émile Schuffenecker was de zoon van een kleermaker die overleed toen Émile twee jaar oud was. Hij groeide vervolgens op bij familie in Parijs. In 1872 ging hij werken bij de makelaar Bertin, bij wie ook Paul Gauguin werkte en met wie hij vervolgens levenslang bevriend raakte. In zijn vrije tijd nam hij tekenlessen bij Paul Baudry en Émile Carolus-Duran. Hij raakte steeds meer verzeild in kunstenaarskringen, leerde Armand Guillaumin en Camille Pissarro kennen, en exposeerde in 1874 voor het eerst in de Parijse salon.

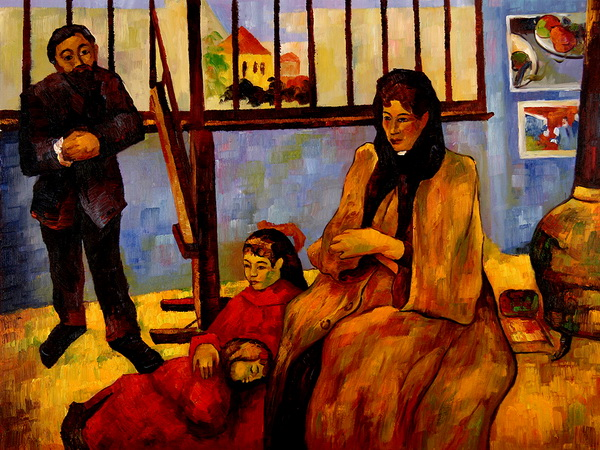
Paul Gauguin: Familie Schuffenecker, 1889

Toen Schuffenecker in 1882 zijn werk kwijtraakte richtte hij zich in hoofdzaak op de schilderkunst en ging daarnaast tekenlessen geven. In 1884 was hij medeoprichter van het kunstenaarsgenootschap Société des Artistes Indépendants. In 1886 nam hij met negen werken deel aan een grote expositie van impressionisten in Parijs. Later zou hij in nauw contact staan met de schilders van de School van Pont-Aven en ontwikkelde zijn stijl zich richting het post-impressionisme.
Een van Schuffeneckers bekendste schilderijen is Le square au Luxembourg (1886-1888), met zijn vrouw Frau Louise en zijn kinderen Jeanne en Paul in de Jardin du Luxembourg. Hier is duidelijk ook de invloed van Georges Seurats pointillisme merkbaar. Émile Bernard, die hij eerder in contact had gebracht met Gauguin, schreef een gedicht bij het werk.
In 1889 organiseerde Schuffenecker de Exposition des peintres Impressionistes et Synthétistes in het Parijse café 'Volpini', met onder andere Gauguin, Charles Laval, Louis Anquetin en eigen werk. De tentoonstelling werd echter een fiasco. Er werd geen enkel werk verkocht.
In 1890 zou Schuffenecker, die een fervent kunstverzamelaar was, een aantal werken van Vincent van Gogh hebben gekocht bij diens broer Theo, om ze vervolgens te kopiëren. Lange tijd werden deze werken voor authentieke Van Goghs aangezien, onder meer door kunsthistoricus Théodore Duret. Hedendaagse kunstkenners stellen dat Schuffenecker de werken van Van Gogh die hij in bezit had enkel nauwkeurig bestudeerde en vervolgens in een eigen versie vervolmaakte, verfraaide of voltooide, uit bewondering, zonder veel kwaads in de zin.
Schuffenecker overleed in 1934, op 82-jarige leeftijd te Parijs. Zijn werk is momenteel onder andere te zien in het Musee du Luxembourg en het Musée d'Orsay te Parijs.

## Galerij

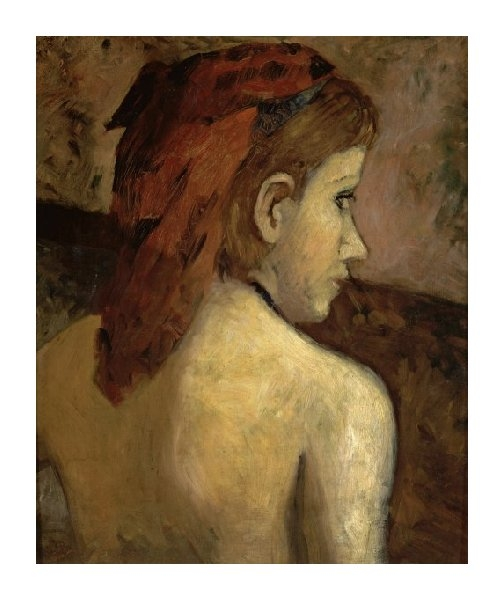
Studie van een hoofd
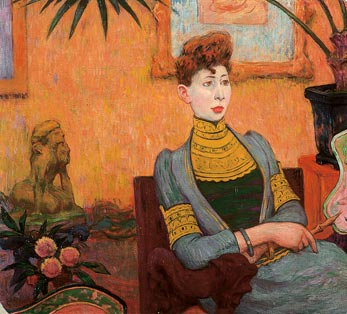
Portrait Madame Champsaur
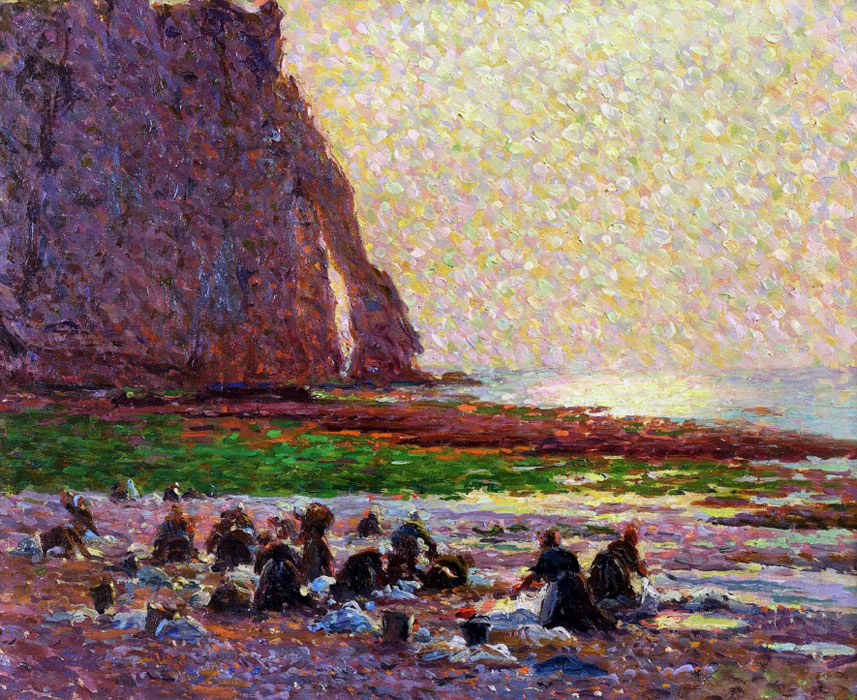
Wasvrouwen te Etretat
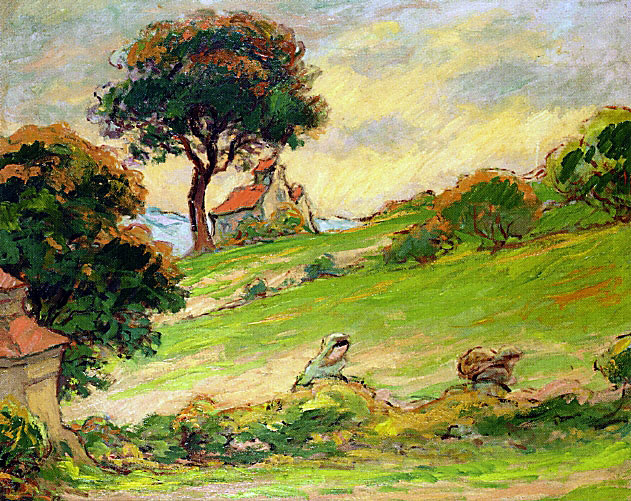
Paysage Breton
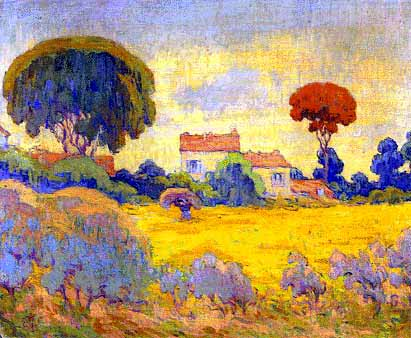
Synthetisistisch landschap
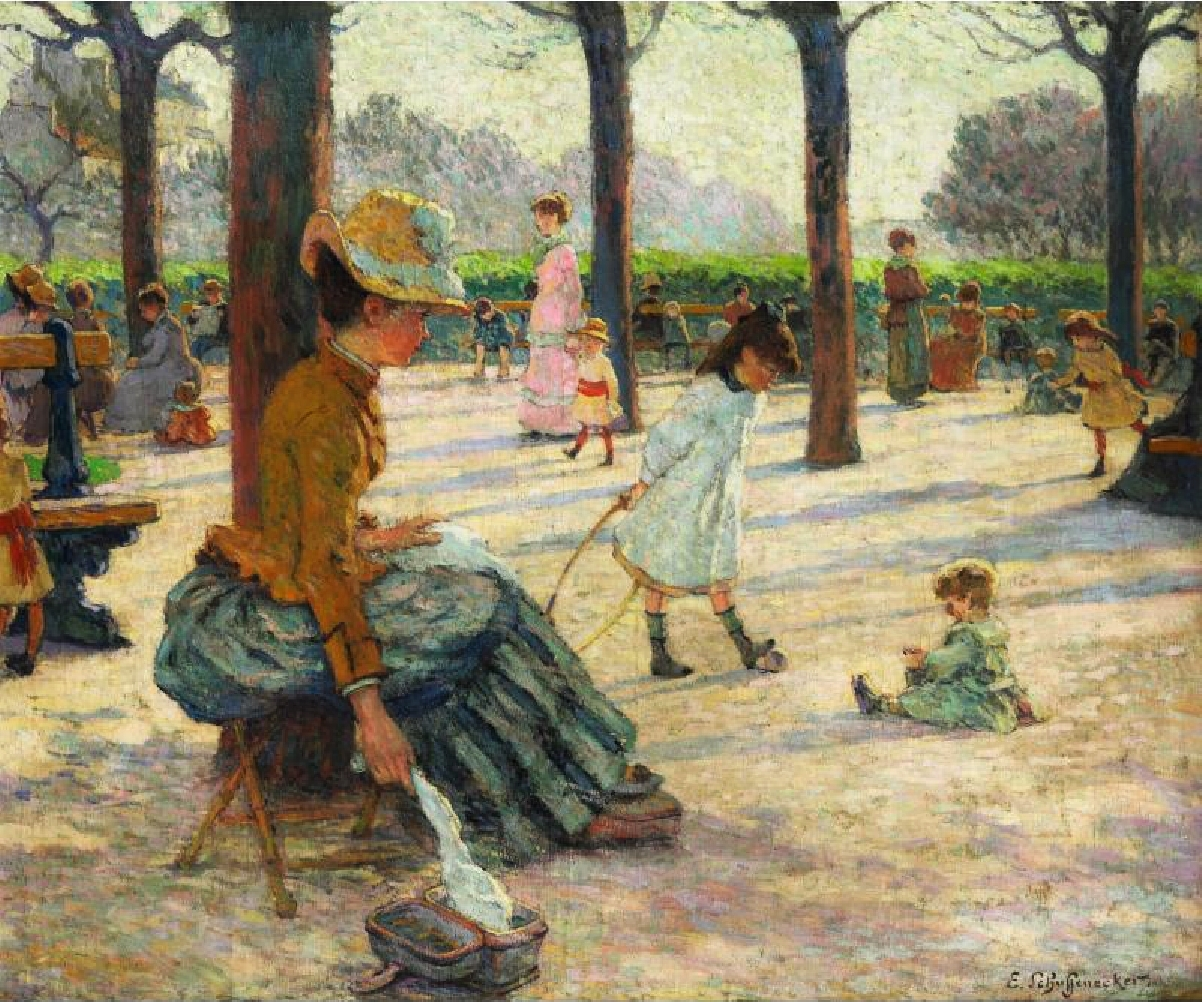
Le Square au Luxembourg
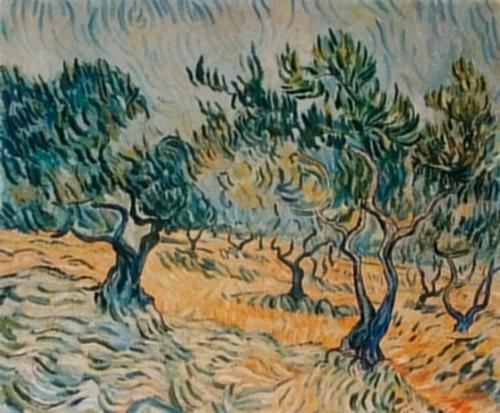
Van Gogh kopie
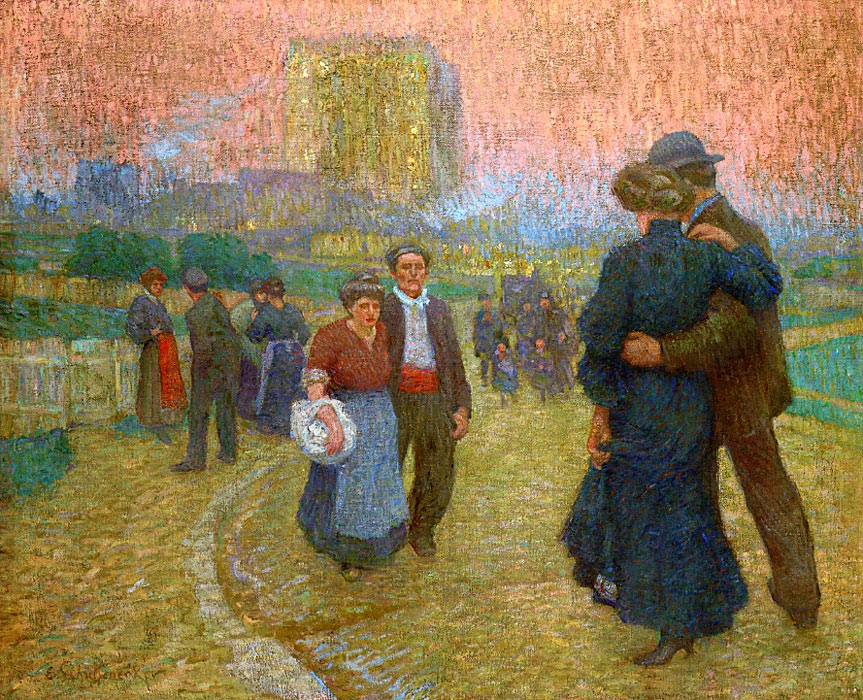
Avondwandeling; twee werelden
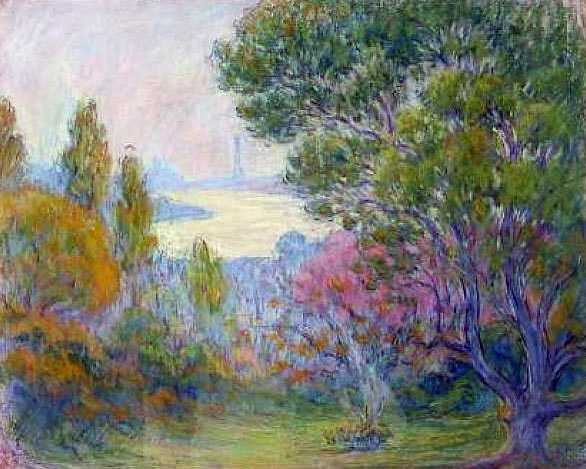
La Tour Eiffel vue de Meudon, effet du soir
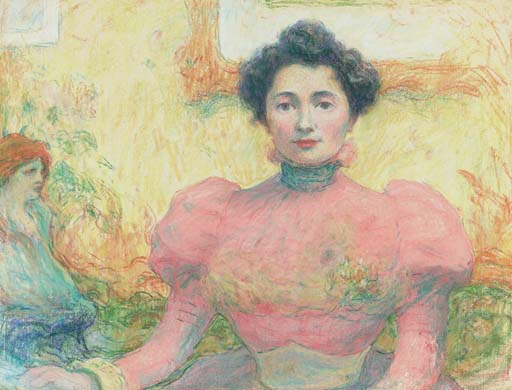
Comtesse de la Rochefoucauld